# Soave (vino)
Il Soave è un vino bianco DOC prodotto nella provincia di Verona.
Con i suoi 500.000 ettolitri rappresenta il 40% della produzione a DOC della provincia di Verona, dove è concentrato il 14% delle DOC italiane ed il 60% delle DOC venete. I vini DOC Soave sono: Soave DOC, Soave Classico DOC.

## Caratteristiche organolettiche

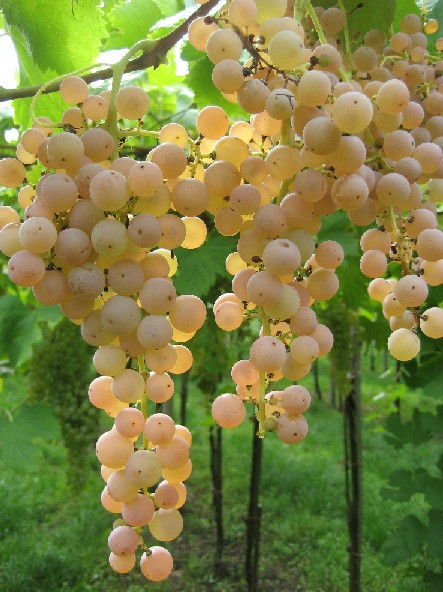
Grappoli d'uva Garganega.

Ha un colore delicato, un naso nitido ed uno sviluppo gustativo rapido ed appagante che non induce ad assuefazione neppure dopo lunghi periodi di consumo.
- colore: giallo paglierino tendente a volte al verdognolo.
- odore: vinoso con caratteristico profumo intenso e delicato.
- sapore: asciutto, di medio corpo e armonico, leggermente amarognolo.

I vitigni impiegati sono Garganega e Trebbiano di Soave. 
La Garganega non possiede un'aromaticità spiccata, ma un piccolo patrimonio di profumi, di cui la mandorla e i fiori bianchi sono i più nitidi. Ha uno sviluppo biologico molto lungo, tanto da maturare in ottobre; la buccia matura è dura e particolarmente gialla, quasi rossa. Non ha un'acidità preponderante ma piuttosto un interessante equilibrio di estratti e zuccheri.
Il Trebbiano di Soave, storicamente molto presente nei vigneti, ha lasciato sempre più posto alla Garganega. Solo negli ultimi anni sta riproponendosi per i nuovi profili enologici del Soave, che combinano la sua sapidità e vivacità con la struttura e la densità tipiche della Garganega.

## Storia
Il termine “Soave” sembra derivare dagli Svevi (Suaves), che calarono in Italia con il re longobardo Alboino in territorio che in epoca romana era un pagus, ovvero un distretto campagnolo circoscritto e forse centuriato.
Ma la presenza della vite potrebbe risalire ad almeno 40 milioni di anni fa. Il museo di Bolca, in cima alla Valle dell'Alpone, conserva i fossili di Ampelidee, famiglia generatrice delle viti selvatiche europee. In era Terziaria la Valle dell'Alpone, odierno sito dei vigneti, era completamente ricoperta d'acqua, tranne un atollo dall'afoso clima tropicale. Qui sarebbe nata la vite; però è probabile che le varietà fondamentali siano giunte dall'Oriente, come è accaduto alla gran parte dei vigneti europei. Per gli studiosi più affidabili, la nascita di ceppi storici come la Garganega è da attribuire alla contaminazione tra le uve Retiche, originate dalle Ampelidee, e i vitigni del bacino del Mediterraneo.
Cassiodoro riassume ciò che prima dell'anno Mille pensavano i più importanti esperti di vino: nelle sue epistole si raccomanda di non far mancare mai alla mensa reale vini veronesi da uve bianche "soavissimi e corposi", capaci di esprimere "chiara purità… gioviale candidezza e soavità incredibile".
Lo Statuto Ezzeliniano del 1228 raccoglie informazioni, elabora consuetudini e le trasforma in regole da osservare per ottenere la qualità finale.
Nel 1500 la zona diventa un interessante laboratorio produttivo. A Soave si parla di viticoltura "a palo secco" che stacca le piante dagli alberi, ai quali sovente erano ancora maritate; si afferma la pergola con una gestione più intelligente e si diffonde anche la coltura a viti basse.
Nel 1800 si fa serrato il confronto con i vini del Reno e i Tokay ungheresi, e agli inizi dell'Ottocento nasce a Verona una “fabbrica di vino”. Cominciano a differenziarsi le produzioni di qualità e quelle più quantitative, si parla del taglio fra il Trebbiano di Soave e la Garganega come migliore combinazione qualitativa, si cerca di individuare i vigneti più vocati.
Nel 1900, tra i rimedi per contrastare la concorrenza dei paesi d'oltremare, si propone la costituzione di cantine sociali, un invito a tutelare le idee, la storia e i luoghi, per rispondere in maniera unitaria al confronto internazionale. La Cantina sociale di Soave, la prima cooperativa agricola della provincia di Verona, nasce 9 giugno 1901.
L'aggravarsi delle malattie della vite stimola un ulteriore progetto unitario, quello di costituzione di un consorzio per la ricostruzione dei vigneti, che diventerà poi il Consorzio tutela vino Soave e Recioto di Soave.

## Disciplinare di produzione
Nel 1931 è proposto il primo decreto di delimitazione della zona, e il Soave, primo fra i vini italiani, viene riconosciuto come vino “tipico e pregiato”.
Il primo disciplinare del Soave approvato nel 1968 (DPR 21/8/68 e DPR 22/10/68) riconosce la Denominazione di origine controllata fissando la Garganega tra il 70 ed il 90% ed il Trebbiano di Soave o nostrano tra il 10 ed il 30%.
Le fortune commerciali del Soave ed una viticoltura più specializzata emarginano ancora di più il Trebbiano di Soave, che ha una maturazione anticipata rispetto alla Garganega, a favore di altri Trebbiani; così nel 1976 (DPR 6/5/76) il disciplinare viene aggiornato e porta la Garganega fino al 100% con la possibilità di usare il Trebbiano nostrano fino al 30% e quello toscano fino al 15% nei limiti di questo 30%.
Con gli anni '80 arrivano in zona i primi Chardonnay e Pinot Bianco, interessanti sia per vinificazioni in purezza che in uvaggio con la tradizionale Garganega.
Il disciplinare viene ulteriormente aggiornato nel 1992 (DPR 18/6/92) con l'introduzione nel 30% dei vitigni complementari anche di queste due varietà, accanto al Trebbiano di Soave.
Nel 1998 arriva la Docg per il Recioto di Soave (D.M. 7 maggio 1998), alla quale nel 2001 si affianca la Docg per il Soave Superiore (D.M. 29 ottobre 2001).
Nel 2002 il D.M. 6/9/02 fissa il contenuto di Garganega per almeno il 70 %, mentre per il rimanente sono ammessi Trebbiano di Soave (nostrano), Pinot Bianco e Chardonnay. Nei limiti del 30%, e fino ad un massimo del 5%, possono altresì concorrere le uve provenienti dai vitigni a bacca bianca, non aromatici, autorizzati e raccomandati per la provincia di Verona.

## Le zone di produzione del Soave
La zona di produzione del Soave è situata nella parte orientale dell'arco collinare della provincia di Verona (a nord dell'Autostrada Serenissima, tra il 18º e il 25º km tra Verona e Venezia).
Essa comprende in tutto o in parte i territori dei comuni di Soave, Monteforte d'Alpone, San Martino Buon Albergo, Lavagno, Mezzane di Sotto, Caldiero, Colognola ai Colli, Illasi, Cazzano di Tramigna, Roncà, Montecchia di Crosara, San Giovanni Ilarione e San Bonifacio.

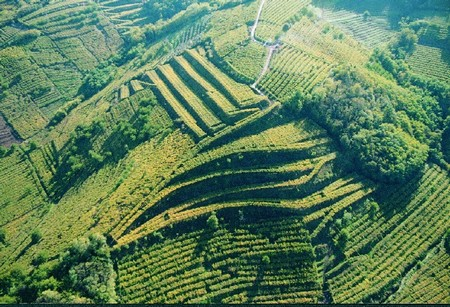
Foto aerea dei vigneti di Monte Colombaretta.

Con il riconoscimento della DOCG al Recioto di Soave e con le nuove delimitazioni per il Soave superiore DOCG, l'area di produzione si divide sostanzialmente in tre sottozone quasi equivalenti per dimensione e per consistenza viticola.

La zona più antica, detta anche zona storica, delimitata per la prima volta nel 1931 e coincidente con il Soave Classico, si trova sui rilievi collinari dei comuni di Monteforte d'Alpone e Soave e ha una superficie vitata di 1.700 ettari.
La seconda zona, praticamente tutta collinare, va da San Martino Buon Albergo a Roncà interessando i rilievi della Val di Mezzane, Val d'Illasi, Val Tramigna e Val d'Alpone e costituisce la sottozona Colli Scaligeri, che comprende 2.400 ettari.
La terza zona del Soave DOC è situata nelle aree più o meno pianeggianti delle vallate già citate su una superficie di circa 2.400 ettari.

L'orografia si presenta assai diversificata, con zone pianeggianti (pianura di Soave e di Monteforte) ed altre collinari dalle altitudini e dai versanti molto variabili; altrettanto dicasi per l'origine e lo stato attuale dei suoli, nei quali si riconoscono terreni calcarei, basaltici, detriti di falda e terreni depositati dalle alluvioni dei corsi d'acqua. L'origine del suolo è prevalentemente vulcanica, e questo lo differenzia dalle altre aree storiche del Bardolino e della Valpolicella.
Il clima è mite e temperato con precipitazioni comprese tra i 700 e i 900 mm all'anno concentrate prevalentemente in primavera e in autunno.
Il vigneto del Soave si sviluppa nelle seguenti aree:
- Val d'Illasi e Mezzane: il terreno è costituito prevalentemente da sedimenti alluvionali calcarei a tessitura limosa, sabbiosa e ghiaiosa. La superficie media dell'unità vitata è quindi sensibilmente più alta rispetto alle altre zone, raggiungendo agevolmente i 9.100 metri quadrati (3 campi veronesi). La quota di vigneto è tra i 2.000 e i 2.500 ceppi per ettaro. In questa area, dove l'altitudine media sopra il livello del mare è superiore delle altre zone, la gelata del 1985 non ha avuto ripercussioni particolari.
- Collina di Colognola: i terreni di questa area collinare, caratterizzati da modesta pendenza, hanno origine diversa. Più evidente la componente basaltica/calcarea nei versanti che guardano ad ovest, quasi esclusivamente calcarea per quelli che guardano ad est. Si parte da un'altitudine di 40/50 metri per arrivare ai 250 sul livello del mare.
- Val Tramigna: è una pianura il cui substrato è ben caratterizzato da depositi alluvionali di origine calcarea. La tessitura è limosa e sabbiosa. Anche qui la superficie media dell'unità vitata omogenea non è eccessiva: raggiunge 5.900 metri quadrati (circa 2 campi veronesi). In questa area la densità di ceppi per ettaro è più uniforme che nelle 5 categorie identificate.
- Collina del Soave Classico: quest'area è sostanzialmente diversa dalle altre per terreno, pendenze ed esposizioni. Il suolo ha un colore scuro, originato da zone basaltiche più evidenti nel versante ad est. Le unità vitate risultano particolarmente frazionate, con una media che supera di poco i 3.000 metri quadrati (un campo veronese). L'età media dei vigneti è sensibilmente più alta.
- Val d'Alpone: si tratta di una zona molto vasta caratterizzata da suoli originati da sedimenti alluvionali non calcarei (le colline sono costituite da rocce vulcaniche). La tessitura è limosa argillosa. In quest'area è consistente il numero dei vigneti di età compresa tra i 10 e i 19 anni, a causa dei reimpianti operati successivamente alle gelate del 1985. La superficie media di un singolo vigneto qui non raggiunge il mezzo ettaro.

## La piramide della qualità
Tutta la denominazione è organizzata in senso qualitativo; vengono individuati vigneti diversi per specificità climatiche, orografiche e pedologiche, delineando una piramide della qualità logica e naturale che dà ai viticoltori obiettivi produttivi nuovi e concreti, valorizza al massimo l'impegno in vigna e semplifica la comunicazione verso il consumatore.
Al vertice della piramide è il Soave Superiore Docg, sintesi di selezione e rigore. Più sotto il Soave di collina sia nella versione Classico, se ottenuto nella zona storica, che nella versione Colli Scaligeri. Alla base il Soave DOC, ideale per il rapporto qualità/prezzo.

## Abbinamenti gastronomici
Questo vino permette di valorizzare i profumi e i sapori dei prodotti del territorio. Da sempre nelle terre del Soave il primo piatto è la minestra: di verdure (minestrone), con l'aggiunta di fagioli, il pamojo o la panà, che era pane bollito e condito con un filo d'olio di oliva, il riso con le verdure (verze, cavolo cappuccio), con i piselli (risi e bisi), con il sedano rapa. In primavera è usanza arricchire zuppe, secondi piatti, uova con gli asparagi selvatici (le sparasine), i germogli del luppolo (i bruscandoli), le ortiche e molto altro.
La pasta fatta in casa (tagliatelle, taiadele in brodo coi fegatini, lasagnette) era il piatto della domenica che si accompagnava al lesso di gallina o manzo abbinato alle salse, quali la pearà fatta col pane raffermo e il formaggio, il cren (radice di rafano tritata). Il Soave si beve inoltre con i bigoli fatti al torchio con farina di grano tenero e conditi con le sarde sotto sale, piatto di rigore in Quaresima. Il piatto della tradizione pasquale è il capretto al forno, cotto a fuoco lentissimo ed insaporito con il Soave. Il Soave accompagna anche le lumache (bogoni), ostriche, sia crude che gratinate con latterini, salmone.

## La Strada del vino Soave

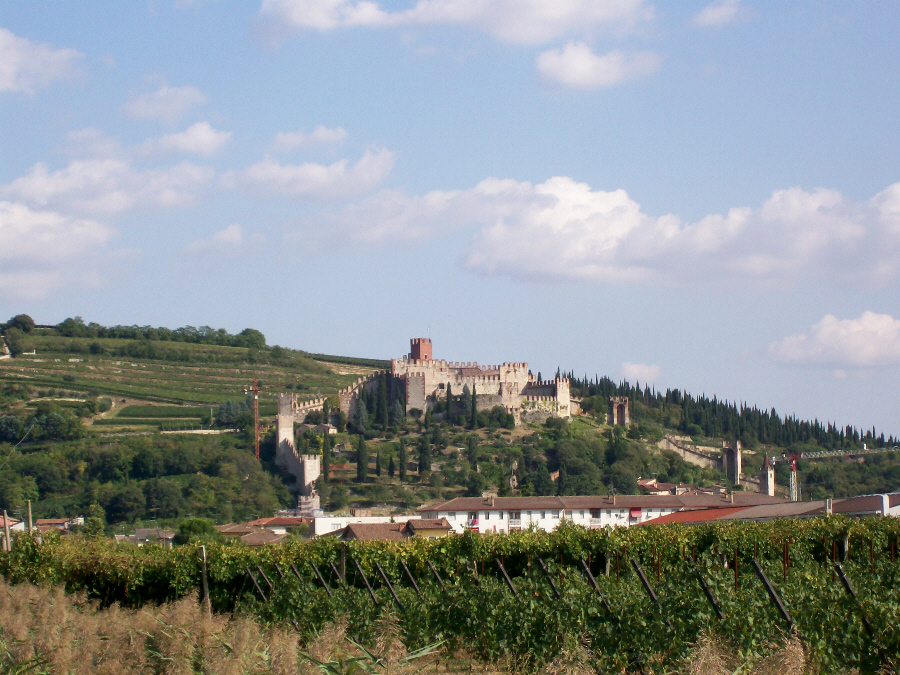
Zona vinicola del Castello Soave

Per la sua collocazione, la grande valenza storico-monumentale, le vicine vie di comunicazione che quasi la delimitano a sud, l'area del Soave si pone nell'ambito veronese come terzo polo di interesse dopo Verona ed il lago di Garda.
La Strada del vino Soave nasce con l'obiettivo di offrire un pacchetto completo di proposte e servizi: chi ama la cultura e l'arte può contare non solo sull'indubbia bellezza paesaggistica della zona, il più grande vigneto d'Europa con i suoi 6 600 ettari, ma anche sulle chiese romaniche, ville, castelli e musei. Alla base di tutto, comunque, c'è una nuova sensibilità di tutti gli operatori coinvolti, grazie alla quale l'area del Soave è destinata ad entrare nel novero delle località a turismo enologico. Inoltre, si colloca tra due province (Verona e Vicenza) e grazie alle importanti vie di comunicazione (SS 11 – A4 – ferrovia Milano - Venezia) è facilmente raggiungibile.
Nel 1998 il comitato promotore ha iniziato a sensibilizzare le amministrazioni locali (i cinque comuni fortemente motivati sono stati Soave, Monteforte d'Alpone, Montecchia di Crosara, Roncà e Colognola ai Colli) e ad organizzare riunioni informative rivolte agli operatori potenzialmente interessati: aziende vitivinicole, ristoranti, enoteche, oleifici e caseifici, settore ospitalità. In 2 anni di lavoro il comitato di gestione, senza gli incentivi nazionali o regionali, ha riunito circa 50 imprese del territorio facenti parte della filiera: produttori di vino, di olio, di formaggi, ristoratori, albergatori. Un percorso circolare ideale di circa 50 chilometri tra vigneti, pievi e castelli che tocca i tredici comuni interessati alla Denominazione e che abbraccia i cru più qualificati per la produzione del Soave.
Il formaggio Monte Veronese, il riso Vialone Nano, l'olio e le ciliegie delle colline Veronesi, il radicchio Veronese, il marrone di San Mauro, tutti prodotti IGP o DOP (riconosciuti o in via di riconoscimento) sono altri importanti protagonisti di questo territorio valorizzati dalla Strada del vino Soave.

## Produzione
| Provincia | Stagione | Volume in ettolitri |
| --------- | -------- | ------------------- |
| Verona    | 1990/91  | 372.622,08          |
| Verona    | 1991/92  | 293.058,87          |
| Verona    | 1992/93  | 322.094,25          |
| Verona    | 1993/94  | 343.959,38          |
| Verona    | 1994/95  | 441.625,9           |
| Verona    | 1995/96  | 422.207,0           |
| Verona    | 1996/97  | 421.743,66          |